# 小行星3871
小行星3871（英語：3871 Reiz）是一颗围绕太阳公转的小行星。1982年2月18日，R. M. West在拉西拉天文台发现了此天体。
这颗小行星的绝对星等为206.5403593596754等。